# 昭和史論争
昭和史論争（しょうわしろんそう）は、岩波書店より1955年（昭和30年）11月16日に刊行された岩波新書、遠山茂樹・今井清一・藤原彰共著『昭和史』の内容をめぐっておこなわれた論争。

## 概要
作家亀井勝一郎が『月刊 文藝春秋』1956年3月号で、同書に対して、①敗戦に導いた元凶や階級闘争の闘士は出て来るが戦争や侵略を支持した国民が描かれていない点、②個々の人物描写が乏しく共産主義者の戦いが国民の広い層と密着しなかった点が無視されている点、③戦争で死んだ死者が描かれていない点、④ソ連の参戦への批判を避けた点を批判した。この亀井の批判に対して、歴史学研究者の井上清、江口朴郎らが反論した。亀井の批判に、松田道雄（日本読書新聞1956年3月26日）、山室静、竹山道雄らが同調して論戦に加わった。
昭和史論争は、第二次世界大戦（太平洋戦争）、占領後の日本における歴史認識の問題をめぐり、また歴史教育（教科用図書検定、家永教科書裁判ほか）や歴史教科書問題をめぐる論争の出発点としての意味を持つとも言える。
なお著者たちは、これらの論争をもとに、1959年（昭和34年）8月31日に改訂版を刊行し、当初の版は絶版にした。